# Neuronema angusticollum
Neuronema angusticollum är en insektsart som först beskrevs av C.-k. Yang 1997.  Neuronema angusticollum ingår i släktet Neuronema och familjen florsländor. Inga underarter finns listade i Catalogue of Life.